# 圣路加堂 (威尼斯)

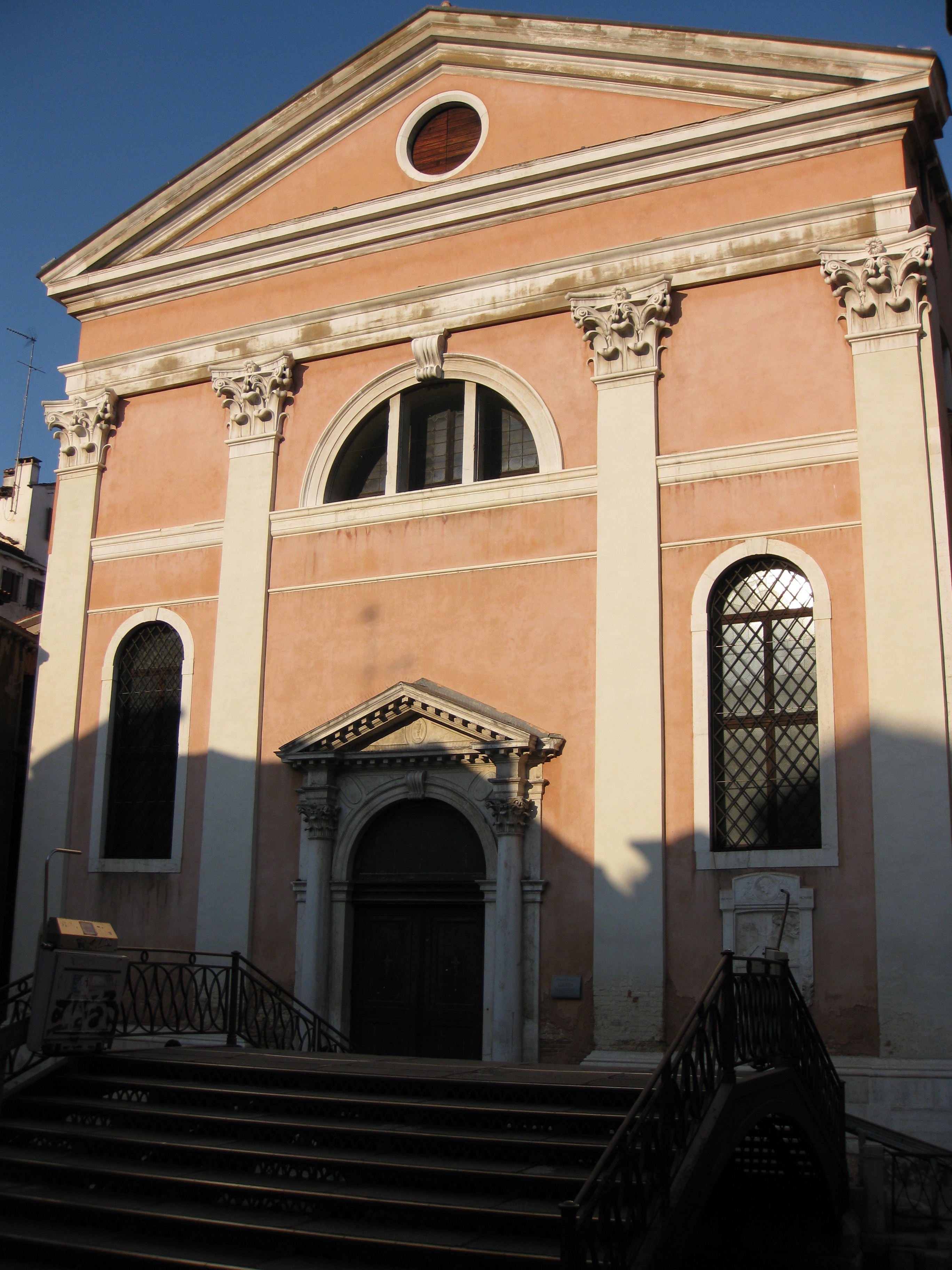
圣路加堂

圣路加堂（San Luca Evangelista）是一座罗马天主教教堂，位于意大利威尼斯圣马可区。该堂始建于11世纪，由丹多罗家族捐资兴建。此后经过数次重建。虽然立面简单，但内部装饰华丽。

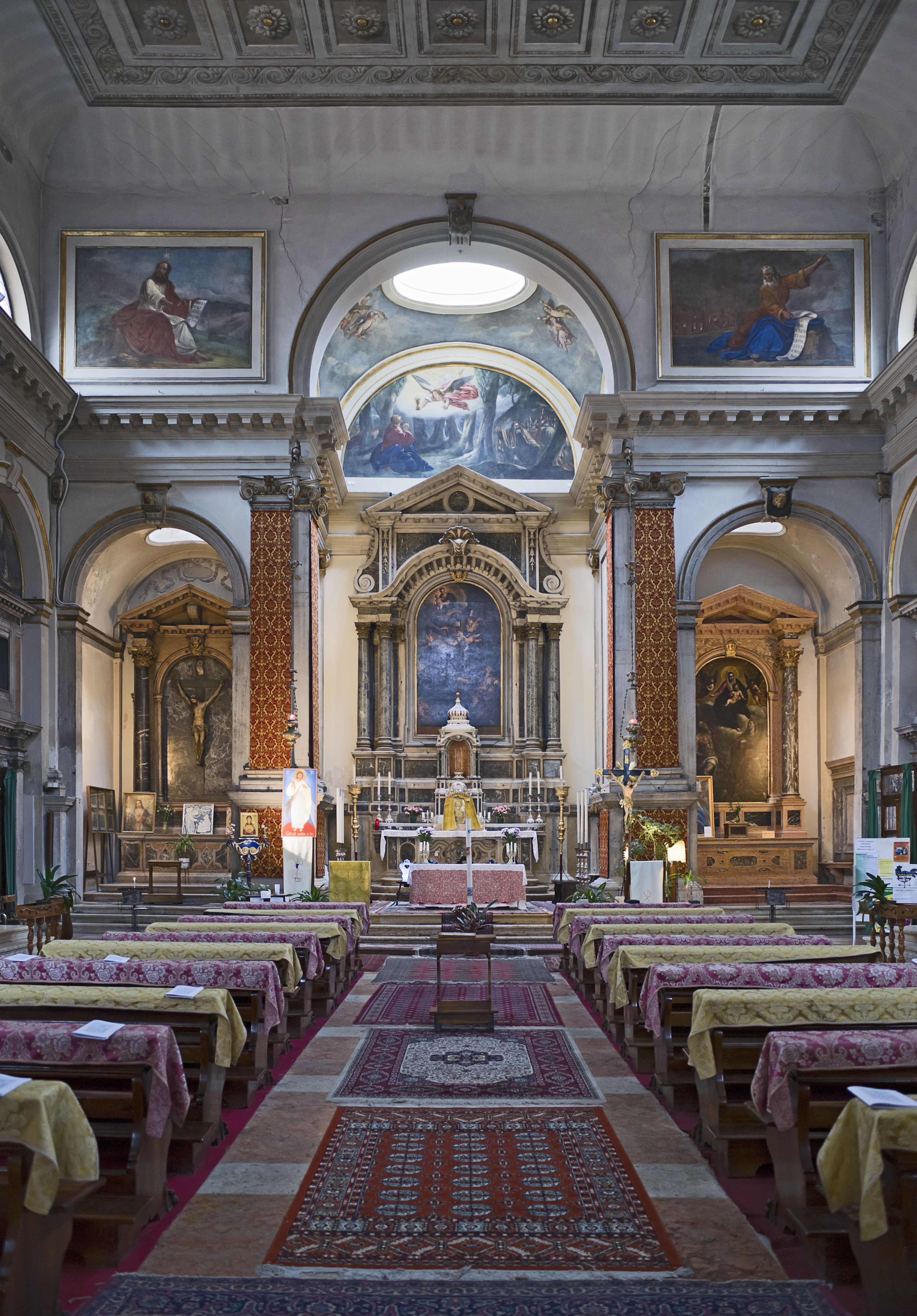
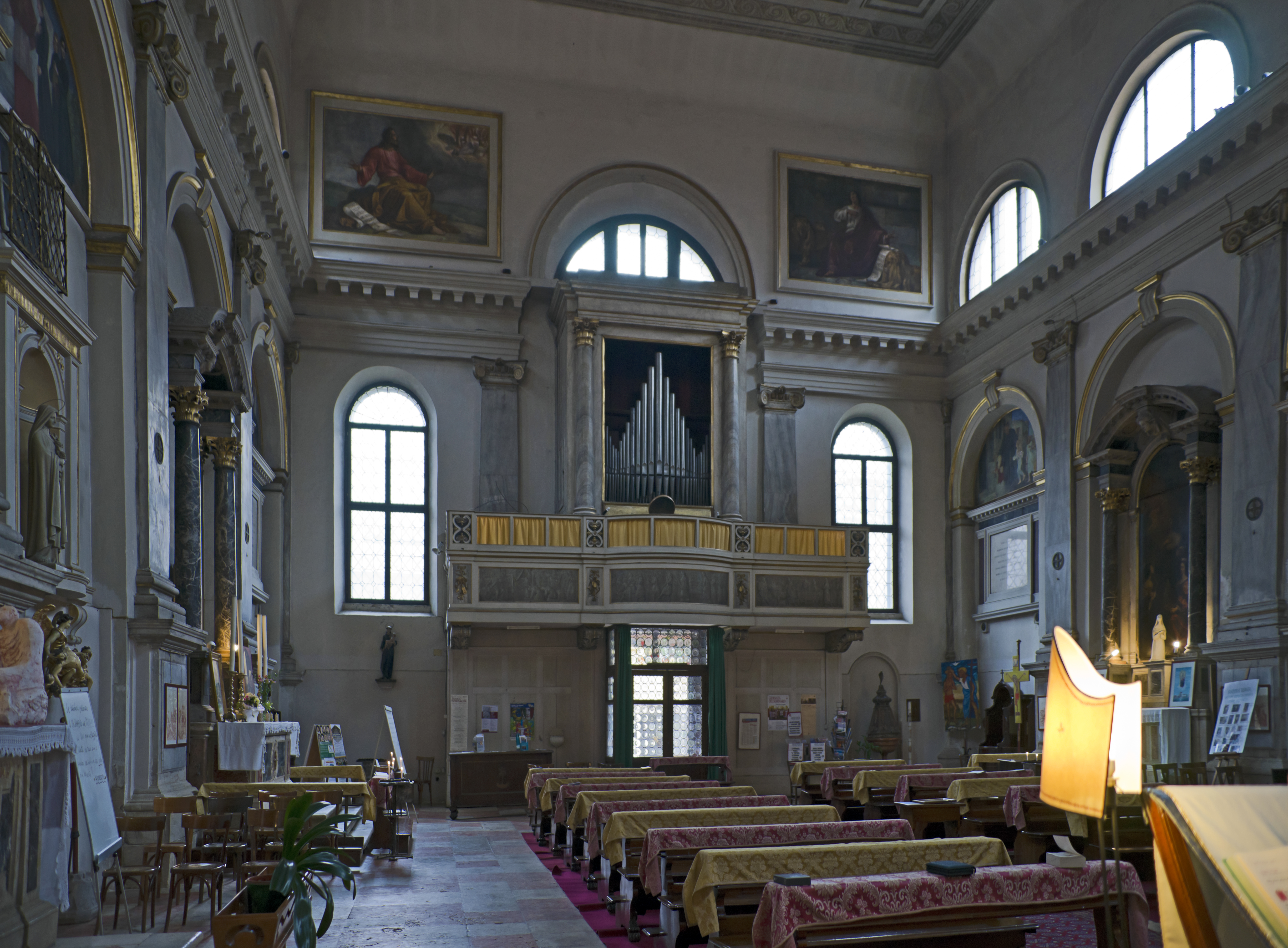
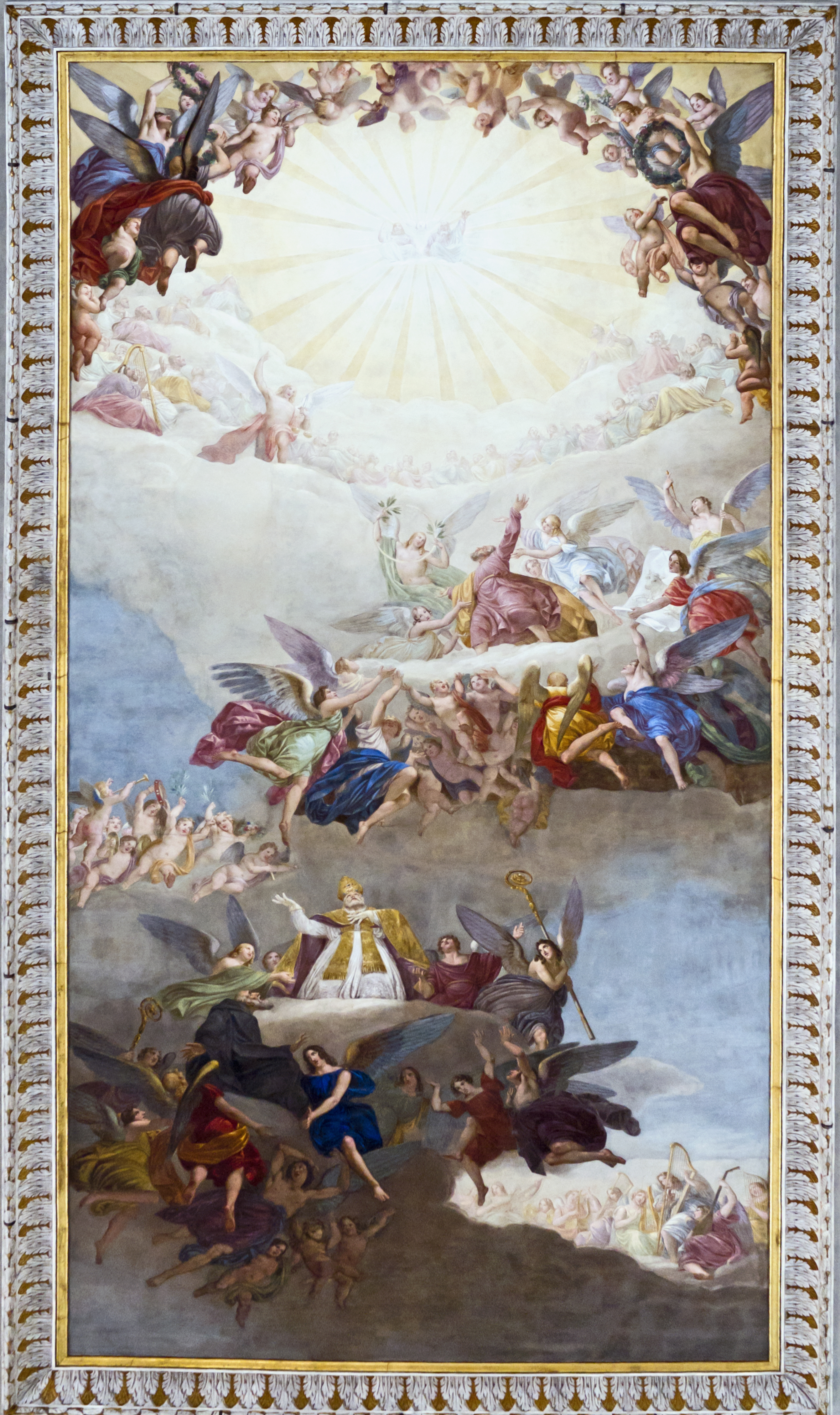